# Інсайт (громадська організація)

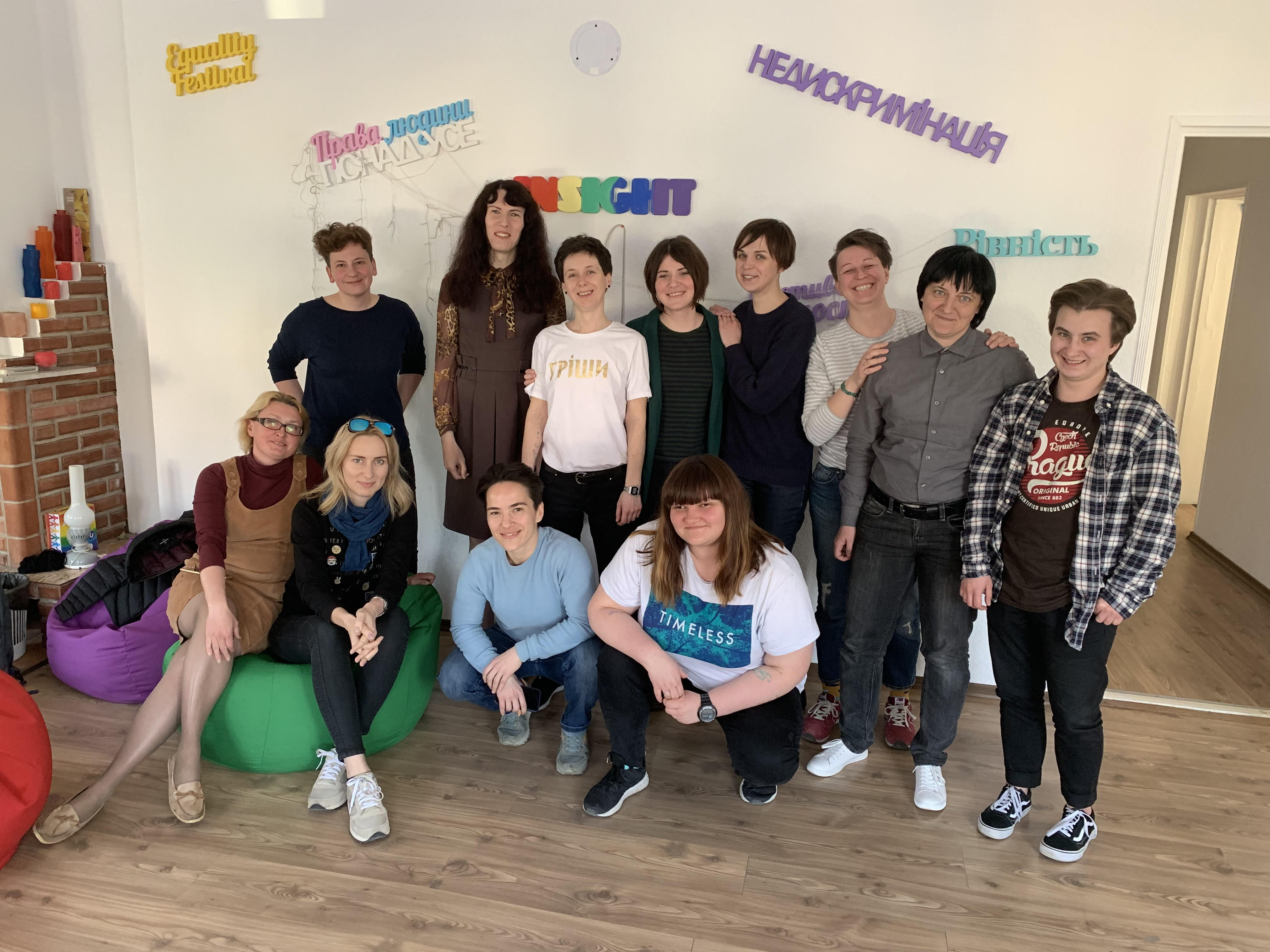
Команда ГО «Інсайт»

Інсайт — українська ЛГБТКІ організація. На відміну від більшості українських ЛГБТ-організацій, орієнтованих на роботу з чоловіками-геями та ЧСЧ, пріоритетом Інсайту є надання допомоги лесбійкам, бісексуальним жінкам, трансгендерним, інтерсекс, та квір людям. Інсайт — одна з небагатьох громадських організацій в Україні, котрі працюють з трансгендерними людьми.

## Місія організації
Просування і захист прав ЛГБТКІ-людей, популяризація ідей фемінізму, надання ресурсної підтримки ініціативним групам та окремим активісткам, впровадження інформаційно-освітніх програм для фахівців у різних сферах, надання допомоги ЛГБТКІ-людям через юридичні консультації, психологічну допомогу та можливість проживання у Шелтері.
Мета діяльності: Суспільство, вільне від дискримінації, у якому люди рівні, незалежно від їхньої сексуальної орієнтації, гендерної ідентичності, кольору шкіри, етнічності, громадянства, віку, статі або будь-яких інших характеристик.

## Напрямки роботи
- Адвокація прав ЛГБТКІ-людей на національному та міжнародному рівні.
- Просвітницька робота у сфері прав людини та протидії дискримінації.
- Надання безоплатних соціальних, юридичних та психологічних послуг ЛГБТКІ-людям.
- Робота над створенням бази дружніх лікарів: психіатрів, ендокринологів, гінекологів, сімейних лікарів.
- Організаційна та ресурсна підтримка ЛГБТКІ та феміністичних ініціатив у регіонах України.
- Шелтер [Архівовано 9 травня 2019 у Wayback Machine.] (тимчасовий притулок) для ЛГБТКІ-переселенців із зони АТО та Криму, а також ЛГБТКІ-людей, що опинилися у скрутних життєвих ситуаціях. 31 серпня 2019 року проєкт був закритий у зв’язку з браком фінансування.
- Регіональний розвиток [Архівовано 9 травня 2019 у Wayback Machine.] — регіональні представництва Інсайту наявні у Чернівцях, Львові, Запоріжжі, Дніпрі та Ужгороді. Кожне з представництв реалізовує окремі проєкти на регіональному рівні, а також долучається до всеукраїнських ініціатив та проєктів в інших містах.
- Фестиваль Рівності [Архівовано 15 квітня 2016 у Wayback Machine.] — щорічний культурний захід, платформа для поєднання мистецтва та соціального активізму, спрямованого на протидію ксенофобії та на підтримку уразливих та дискримінованих груп: етнічних меншин, людей з інвалідністю, мігрантів, вимушених переселенців, жінок, ЛГБТКІ, людей різних віросповідань, людей, що живуть з ВІЛ тощо.
- Трансгендерний напрям [Архівовано 9 травня 2019 у Wayback Machine.] — проведення досліджень, що стосуються проблем трансгендерних людей в Україні, регулярне проведення транс-зустрічей на певні теми, співпраця із лікарями щодо підвищення їхніх знань у сфері надання послуг трансгендерним людям. Представляємо інтереси трансгендерних людей під час судових справ у ситуаціях, що стосуються зміни документів.

## Історія
Інсайт був створений як ініціативна група у червні 2007 року і офіційно зареєстрований як громадська організація 26 травня 2008 року у Києві.
Засновницями стали Довгопол Ганна Олександрівна, Мельничук Валерія Василівна, та Шевченко Олена Олегівна. Першим директором у 2007-2009 роках була Ганна Довгопол, бісексуалка. З 2009 року вона була асоційована з Гей-форумом України, тоді ж разом із його очільником Святославом Шереметом створювала Коаліцію з протидії дискримінації в Україні. 
На сьогодні ГО «Інсайт» очолює відома правозахисниця, відкрита лесбійка і феміністка Олена Шевченко.
Також до лідерів "Інсайту" віддавна належала транс-персона, Лис Яна Володимирівна, 1981 року народження, історикиня і поетка, завідувала відділом новітньої історії Волинського краєзнавчого музею у Луцьку. З 28 грудня 2021 року - реєструє у Луцьку організацію для ЛГБТ-спільноти "Інсайт-Захід", як регіональне відділення київського "Інсайту".

## Діяльність організації (2008—2013)
У 2008 році Інсайт за фінансової підтримки Mama Cash організував перший ЛГБТКІ-фестиваль «Квір Тиждень» в Україні. Головною подією фестивалю стала фотовиставка «Інший погляд», спрямована на нормалізацію квір-культури та підвищення толерантності як всередині ЛГБТКІ-спільноти, так і широкої аудиторії. Фестиваль також включав майстер-класи, дискусії та читання квір-поезії.
У 2009 і 2010 роках було продовжене проведення «Квір Тижня». Саме з нього розпочалася традиція щорічного квір-фестивалю в Україні, який у 2014 році розширився до Фестивалю Рівності.
У 2010 році Інсайт за фінансової підтримки ILGA-Europe та ASTREA провів перше в Україні соціологічне дослідження становища трансгендерних людей «Ситуація трансгендерів в Україні».
У 2011 році за фінансової підтримки Фонду Гайнріха Бьолля (Варшава) було проведене перше в Україні дослідження ситуації ЛГБТ-сімей «ЛГБТ-сім'ї в Україні: соціальні практики та законодавче регулювання».
У 2012 році за фінансової підтримки amFAR було проведене дослідження «Дотримання громадянських прав трансгендерних людей».
У 2012 році Інсайт організував виставку робіт української фотохудожниці Євгенії Білорусець «ЛГБТ сім'ї в Україні». Експозиція постраждала від нападу праворадикалів.
У 2013 році на 108-й Сесії Комітету ООН з прав людини у Женеві Інсайт презентував тіньовий звіт «Порушення прав людини лесбійок, геїв, бісексуальних і трансгендерних людей в Україні», унаслідок чого Україна після Універсального періодичного огляду отримала 6 рекомендацій по СОГІ, з яких два 2 стосувалися процедури «зміни статі» в Україні.
У 2013 році Інсайт подав позов до Європейського суду з прав людини стосовно порушень права на мирні зібрання ЛГБТКІ-людей в Україні.
У 2013 році Інсайт також взяв участь в огляді виконання положень Європейської соціальної хартії в Україні, включивши до зауважень питання, що стосуються ситуації трансгендерних людей.
У 2013 році Квір експозиція Інсайту була включена до програми Гогольfest.

## Діяльність організації (2013— по сьогоднішній день)
У 2014 році за підтримки Норвезького Гельсінського комітету з прав людини Інсайт розробив та опублікував ілюстрований навчальний посібник «Абетка з прав ЛГБТ», орієнтований на широке коло читачів, та брошуру «Сексуальна орієнтація та гендерна ідентичність: питання та відповіді».
У 2014 році у відповідь на численні прохання ЛГБТКІ-людей із зони бойових дій та Криму був створений Шелтер — тимчасовий притулок у місті Києві, де люди, котрі були змушені залишити свої домівки через загрозу своєму життю та здоров'ю, можуть мешкати протягом 3 місяців, отримуючи соціальну, юридичну та психологічну допомогу.
У 2014 році був проведений перший Фестиваль Рівності у Києві.
У 2015 році розпочала роботу регіональна програма Інсайту з підтримки ЛГБТКІ-ініціатив у регіонах України.
У жовтні 2015 року Інсайт спільно з Коаліцією з протидії дискримінації в Україні та Офісом Уповноваженого Верховної Ради України з прав людини організував Міжнародну конференцію «Трансгендерність у соціальному та медичному контексті», у якій взяли участь близько 150 активістів/-ок та експертів/-ок у різних сферах з 15 країн Європи та пострадянського простору.
У грудні 2015 року пройшов другий Фестиваль Рівності у Києві.
31 березня 2016 року, у Міжнародний день видимості трансгендерів, Інсайт опублікував брошуру «Трансгендерні люди в Україні: соціальні бар'єри та дискримінація», у якій зібрані найбільш типові приклади порушень прав трансгендерних людей та юридичні коментарі до них.
У березні 2016 року розпочався тур Фестивалю Рівності регіонами України. У Львові — першому місті туру — проведення Фестивалю було зірване агресивно налаштованими праворадикалами. Загалом станом на 2019 рік Фестиваль Рівності було проведено 10 разів, однак більшість із них блокувалися представниками ультраправих організацій.
У 2017 році Інсайт взяв участь у підготовці тіньового звіту для комітету ООН щодо впровадження Конвенції про ліквідацію всіх форм дискримінації проти жінок (CEDAW) «On the situation of women who use drugs, women living with HIV, sex workers, and lesbian, bisexual women and transgender people in Ukraine».
23-25 квітня 2018 року у Києві було проведено Міжнародну конференцію «Трансгендерність: виклики та перспективи в сучасній Україні та світі».

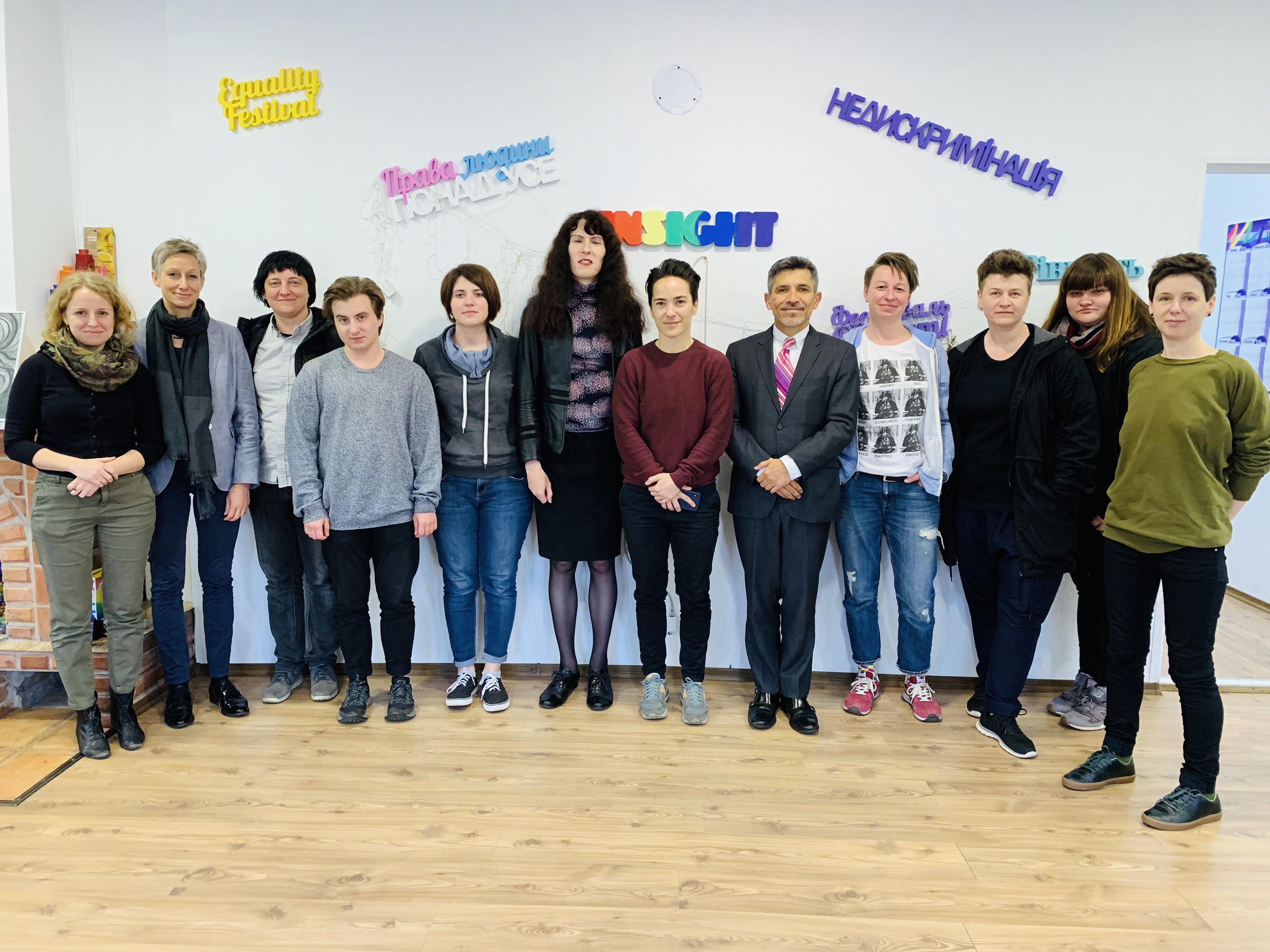
Зустріч ГО «Інсайт» із незалежним експертом ООН з питань захисту від насилля та дискримінації за ознаками сексуальної орієнтації та гендерної ідентичності.

8 березня 2019 року в Києві відбувся наймасштабніший «Марш Жінок» в Україні. Захід відбувався під гаслом «Солідарність і різноманітності. Разом проти насильства». У марші взяли участь близько двох тисяч людей.
12-14 квітня 2019 року Інсайт приймав у Києві другу «Європейську Лесбійську* Конференцію» (EL*C), у якій взяли участь 350 учасниць із 40 країн світу.

## Співробітництво
Інсайт входить до Коаліції з протидії дискримінації в Україні, ILGA, IGLYO та TGEU (Transgender Europe). Також організація співпрацює з іншими українськими правозахисними неурядовими організаціями.